# Wangdiphodrang
Wangdiphodrang este o mânăstire din Bhutan, situată în Valea Wangdiphodrang la circa 75 de km de Thimphu, capitala țării.